# Großer Preis von Japan 1997
Der Große Preis von Japan 1997 (offiziell XXIII Fuji Television Japanese Grand Prix) fand am 12. Oktober auf dem Suzuka International Racing Course in Suzuka statt und war das 16. Rennen der Formel-1-Weltmeisterschaft 1997.

## Bericht

### Hintergrund
Nach dem Großen Preis von Luxemburg führte Jacques Villeneuve in der Fahrerwertung mit neun Punkten vor Michael Schumacher und mit 43 Punkten vor Heinz-Harald Frentzen. Bei noch zwei ausstehenden Rennen hatten nur noch Villeneuve und Michael Schumacher die Möglichkeit Weltmeister zu werden. In der Konstrukteurswertung führte Williams-Renault mit 26 Punkten vor Ferrari und mit 51 Punkten vor Benetton-Renault.
Gianni Morbidelli verkündete, nach dem Rennen seine aktive Formel-1-Karriere zu beenden.
Mit Damon Hill, Gerhard Berger (jeweils zweimal) und Michael Schumacher (einmal) traten drei ehemalige Sieger zu diesem Grand Prix an.

### Training
Vor dem Rennen fanden zwei Trainingseinheiten statt: Die erste am Freitagmorgen und die zweite am Samstagmorgen.
Eddie Irvine holte sich im ersten freien Training am Freitag mit 1:38,903 Minuten die Bestzeit vor Ralf Schumacher um acht Tausendstel. Michael Schumacher und Villeneuve landeten mit eineinhalb Sekunden Rückstand auf den Plätzen zehn und elf. Alle Fahrer lagen innerhalb von siebeneinhalb Sekunden.
Ralf Schumacher erzielte im zweiten freien Traning am Samstag vor Mika Häkkinen, Giancarlo Fisichella, Frentzen und Villeneuve die Bestzeit. Michael Schumacher wurde erneut als zehnter gewertet. In der ersten Session am Samstag ereignete sich nach 30 Minuten ein kurioser Unfall: Jos Verstappens Tyrrell blieb aufgrund Treibstoffmangels liegen. Es wurde wegen des Wagens die gelbe Flagge geschwenkt, welche von neun Fahrern, darunter Michael Schumacher und Villeneuve, welcher noch dazu seine schnellste Zeit setzte, ignoriert wurde. Besonders Villeneuves Regelübertretung hatte entscheidende Folgen: Da er im Laufe der Saison bereits wiederholt gelbe Flaggen ignoriert hatte, drohte ihm bei einem weiteren Verstoß eine Rennsperre. Eine solche wurde schließlich auch gegen ihn ausgesprochen. Alle Fahrer lagen innerhalb von vier Sekunden.

### Qualifying
Villeneuve fuhr vor Michael Schumacher die Bestzeit. Dahinter folgten Eddie Irvine, Häkkinen sowie Berger und Frentzen. Alle Fahrer lagen innerhalb von viereinhalb Sekunden. Der Italiener Morbidelli hingegen war der Protagonist eines heftigen Unfalls in der Dunlop-Kurve mit 250 km/h, aus dem er nur mit einigen Prellungen hervorging. Am Rennen konnte er allerdings nicht teilnehmen.

### Warm-Up
Häkkinen holte sich mit 1:38,113 Minuten die Bestzeit vor den drei Deutschen Ralf Schumacher, Frentzen und Michael Schumacher. Alle Fahrer lagen innerhalb von sechs Sekunden.

### Rennen
Villeneuve war nach erneuten Ignorierens gelber Flaggen vom Rennen ausgeschlossen worden. Nach einem Einspruch von Williams durfte er aber unter Vorbehalt doch am Rennen teilnehmen.
Das Rennen verlief relativ unspektakulär, einzig die vielen Motorschäden sorgten für Aufsehen. Die zwei Mugen-Honda-, zwei Hart- sowie ein Ford- und ein Mercedes-Motor gaben während des Rennens den Geist auf. Michael Schumacher konnte das Rennen knapp für sich entscheiden, dicht gefolgt von seinem Landsmann Frentzen auf Platz zwei. Villeneuve beendete zwar das Rennen auf Platz fünf, wurde aber nachträglich disqualifiziert, nachdem der Einspruch gegen seinen Rennausschluss abgewiesen worden war.
Frentzen sicherte sich mit 1:38,942 Minuten die schnellste Runde.
In der Fahrerwertung übernahm vor dem letzten Rennen Michael Schumacher wieder die Führung vor Villeneuve und Frentzen. In der Konstrukteurswertung blieben die ersten drei Positionen unverändert, Williams-Renault sammelte genug Punkte, um sich zum neunten Mal die Konstrukteursmeisterschaft zu sichern. Es war außerdem der fünfte Titel in sechs Jahren.

## Meldeliste
| Team                        | Nr. | Fahrer                | Chassis        | Motor                 | Reifen |
| --------------------------- | --- | --------------------- | -------------- | --------------------- | ------ |
| Danka Arrows Yamaha         | 01  | Damon Hill            | Arrows A18     | Yamaha 3.0 V10        | B      |
| Danka Arrows Yamaha         | 02  | Pedro Diniz           | Arrows A18     | Yamaha 3.0 V10        | B      |
| Rothmans Williams Renault   | 03  | Jacques Villeneuve    | Williams FW19  | Renault 3.0 V10       | G      |
| Rothmans Williams Renault   | 04  | Heinz-Harald Frentzen | Williams FW19  | Renault 3.0 V10       | G      |
| Scuderia Ferrari Marlboro   | 05  | Michael Schumacher    | Ferrari F310B  | Ferrari 3.0 V10       | G      |
| Scuderia Ferrari Marlboro   | 06  | Eddie Irvine          | Ferrari F310B  | Ferrari 3.0 V10       | G      |
| Mild Seven Benetton Renault | 07  | Jean Alesi            | Benetton B197  | Renault 3.0 V10       | G      |
| Mild Seven Benetton Renault | 08  | Gerhard Berger        | Benetton B197  | Renault 3.0 V10       | G      |
| West McLaren Mercedes       | 09  | Mika Häkkinen         | McLaren MP4/12 | Mercedes-Benz 3.0 V10 | G      |
| West McLaren Mercedes       | 10  | David Coulthard       | McLaren MP4/12 | Mercedes-Benz 3.0 V10 | G      |
| B&H Total Jordan Peugeot    | 11  | Ralf Schumacher       | Jordan 197     | Peugeot 3.0 V10       | G      |
| B&H Total Jordan Peugeot    | 12  | Giancarlo Fisichella  | Jordan 197     | Peugeot 3.0 V10       | G      |
| Prost Gauloises Peugeot     | 14  | Olivier Panis         | Prost JS45     | Mugen-Honda 3.0 V10   | B      |
| Prost Gauloises Peugeot     | 15  | Shinji Nakano         | Prost JS45     | Mugen-Honda 3.0 V10   | B      |
| Red Bull Sauber Petronas    | 16  | Johnny Herbert        | Sauber C16     | Petronas 3.0 V10      | G      |
| Red Bull Sauber Petronas    | 17  | Gianni Morbidelli     | Sauber C16     | Petronas 3.0 V10      | G      |
| Tyrrell                     | 18  | Jos Verstappen        | Tyrrell 025    | Ford ED5 3.0 V8       | G      |
| Tyrrell                     | 19  | Mika Salo             | Tyrrell 025    | Ford ED5 3.0 V8       | G      |
| Minardi Team                | 20  | Ukyō Katayama         | Minardi M197   | Hart 3.0 V8           | B      |
| Minardi Team                | 21  | Tarso Marques         | Minardi M197   | Hart 3.0 V8           | B      |
| Stewart Ford                | 22  | Rubens Barrichello    | Stewart SF01   | Ford Zetec-R 3.0 V10  | B      |
| Stewart Ford                | 23  | Jan Magnussen         | Stewart SF01   | Ford Zetec-R 3.0 V10  | B      |

## Klassifikation

### Qualifying
| Pos.                                                                       | Fahrer                | Konstrukteur      | Zeit     | Start |
| -------------------------------------------------------------------------- | --------------------- | ----------------- | -------- | ----- |
| 01                                                                         | Jacques Villeneuve    | Williams-Renault  | 1:36,071 | 01    |
| 02                                                                         | Michael Schumacher    | Ferrari           | 1:36,133 | 02    |
| 03                                                                         | Eddie Irvine          | Ferrari           | 1:36,466 | 03    |
| 04                                                                         | Mika Häkkinen         | McLaren-Mercedes  | 1:36,469 | 04    |
| 05                                                                         | Gerhard Berger        | Benetton-Renault  | 1:36,561 | 05    |
| 06                                                                         | Heinz-Harald Frentzen | Williams-Renault  | 1:36,628 | 06    |
| 07                                                                         | Jean Alesi            | Benetton-Renault  | 1:36,682 | 07    |
| 08                                                                         | Johnny Herbert        | Sauber-Petronas   | 1:36,906 | 08    |
| 09                                                                         | Giancarlo Fisichella  | Jordan-Peugeot    | 1:36,917 | 09    |
| 10                                                                         | Olivier Panis         | Prost-Mugen-Honda | 1:37,073 | 10    |
| 11                                                                         | David Coulthard       | McLaren-Mercedes  | 1:37,095 | 11    |
| 12                                                                         | Rubens Barrichello    | Stewart-Ford      | 1:37,343 | 12    |
| 13                                                                         | Ralf Schumacher       | Jordan-Peugeot    | 1:37,443 | 13    |
| 14                                                                         | Jan Magnussen         | Stewart-Ford      | 1:37,480 | 14    |
| 15                                                                         | Shinji Nakano         | Prost-Mugen-Honda | 1:37,588 | 15    |
| 16                                                                         | Pedro Diniz           | Arrows-Yamaha     | 1:37,853 | 16    |
| 17                                                                         | Damon Hill            | Arrows-Yamaha     | 1:38,022 | 17    |
| 18                                                                         | Gianni Morbidelli     | Sauber-Petronas   | 1:38,556 | 18    |
| 19                                                                         | Ukyō Katayama         | Minardi-Hart      | 1:38,983 | 19    |
| 20                                                                         | Tarso Marques         | Minardi-Hart      | 1:39,678 | 20    |
| 21                                                                         | Jos Verstappen        | Tyrrell-Ford      | 1:40,259 | 21    |
| 22                                                                         | Mika Salo             | Tyrrell-Ford      | 1:40,529 | 22    |
| 107-Prozent-Zeit: 1:42,796 min (bezogen auf die Bestzeit von 1:36,071 min) |                       |                   |          |       |

### Rennen
| Pos. | Fahrer                | Konstrukteur      | Runden | Stopps | Zeit        | Start | Schnellste Runde |
| ---- | --------------------- | ----------------- | ------ | ------ | ----------- | ----- | ---------------- |
| 01   | Michael Schumacher    | Ferrari           | 53     | 2      | 1:29:48,446 | 02    | 1:39,268 (48.)   |
| 02   | Heinz-Harald Frentzen | Williams-Renault  | 53     | 2      | + 1,378     | 06    | 1:38,942 (48.)   |
| 03   | Eddie Irvine          | Ferrari           | 53     | 2      | + 26,384    | 03    | 1:39,935 (15.)   |
| 04   | Mika Häkkinen         | McLaren-Mercedes  | 53     | 2      | + 27,129    | 04    | 1:40,151 (24.)   |
| 05   | Jean Alesi            | Benetton-Renault  | 53     | 2      | + 40,403    | 07    | 1:39,381 (29.)   |
| 06   | Johnny Herbert        | Sauber-Petronas   | 53     | 2      | + 41,630    | 08    | 1:40,266 (49.)   |
| 07   | Giancarlo Fisichella  | Jordan-Peugeot    | 53     | 2      | + 56,825    | 09    | 1:40,217 (45.)   |
| 08   | Gerhard Berger        | Benetton-Renault  | 53     | 3      | + 1:00,429  | 05    | 1:39,998 (48.)   |
| 09   | Ralf Schumacher       | Jordan-Peugeot    | 53     | 2      | + 1:22,036  | 13    | 1:39,737 (46.)   |
| 10   | David Coulthard       | McLaren-Mercedes  | 52     | 2      | DNF         | 11    | 1:39,771 (52.)   |
| 11   | Damon Hill            | Arrows-Yamaha     | 52     | 2      | + 1 Runde   | 17    | 1:41,419 (35.)   |
| 12   | Pedro Diniz           | Arrows-Yamaha     | 52     | 2      | + 1 Runde   | 16    | 1:41,611 (33.)   |
| 13   | Jos Verstappen        | Tyrrell-Ford      | 52     | 2      | + 1 Runde   | 21    | 1:43,051 (49.)   |
| –    | Tarso Marques         | Minardi-Hart      | 46     | 2      | DNF         | 20    | 1:42,699 (34.)   |
| –    | Mika Salo             | Tyrrell-Ford      | 46     | 2      | DNF         | 22    | 1:42,996 (20.)   |
| –    | Olivier Panis         | Prost-Mugen-Honda | 36     | 2      | DNF         | 10    | 1:40,430 (34.)   |
| –    | Shinji Nakano         | Prost-Mugen-Honda | 22     | 1      | DNF         | 15    | 1:41,608 (15.)   |
| –    | Ukyō Katayama         | Minardi-Hart      | 8      | 0      | DNF         | 19    | 1:44,403 (05.)   |
| –    | Rubens Barrichello    | Stewart-Ford      | 6      | 0      | DNF         | 12    | 1:43,583 (03.)   |
| –    | Jan Magnussen         | Stewart-Ford      | 3      | 0      | DNF         | 14    | 1:44,089 (03.)   |
| DSQ  | Jacques Villeneuve    | Williams-Renault  | 53     | 2      | + 39,776    | 01    | 1:40,163 (22.)   |
| DNS  | Gianni Morbidelli     | Sauber-Petronas   | –      | –      | –           | –     | –                |

Anmerkungen
1. ↑  Villeneuve wurde nachträglich wegen Ignorieren von gelben Flaggen vom Rennen ausgeschlossen.
2. ↑  Morbidelli konnte aufgrund eines Unfalls im Qualifying nicht am Rennen teilnehmen.

## WM-Stände nach dem Rennen
Die ersten sechs des Rennens bekamen 10, 6, 4, 3, 2 bzw. 1 Punkt(e).

### Fahrerwertung
| Pos. | Fahrer                | Konstrukteur      | Punkte |
| ---- | --------------------- | ----------------- | ------ |
| 01   | Michael Schumacher    | Ferrari           | 78     |
| 02   | Jacques Villeneuve    | Williams-Renault  | 77     |
| 03   | Heinz-Harald Frentzen | Williams-Renault  | 41     |
| 04   | Jean Alesi            | Benetton-Renault  | 36     |
| 05   | David Coulthard       | McLaren-Mercedes  | 30     |
| 06   | Gerhard Berger        | Benetton-Renault  | 24     |
| 07   | Eddie Irvine          | Ferrari           | 22     |
| 08   | Giancarlo Fisichella  | Jordan-Peugeot    | 20     |
| 09   | Mika Häkkinen         | McLaren-Mercedes  | 17     |
| 10   | Olivier Panis         | Prost-Mugen-Honda | 16     |
| 11   | Johnny Herbert        | Sauber-Petronas   | 15     |
| 12   | Ralf Schumacher       | Jordan-Peugeot    | 13     |
| 13   | Damon Hill            | Arrows-Yamaha     | 7      |

| Pos. | Fahrer             | Konstrukteur                     | Punkte |
| ---- | ------------------ | -------------------------------- | ------ |
| 14   | Rubens Barrichello | Stewart-Ford                     | 6      |
| 15   | Alexander Wurz     | Benetton-Renault                 | 4      |
| 16   | Jarno Trulli       | Prost-Mugen-Honda / Minardi-Hart | 3      |
| 17   | Pedro Diniz        | Arrows-Yamaha                    | 2      |
| 18   | Mika Salo          | Tyrrell-Ford                     | 2      |
| 19   | Shinji Nakano      | Prost-Mugen-Honda                | 2      |
| 20   | Nicola Larini      | Sauber-Petronas                  | 1      |
| 21   | Jan Magnussen      | Stewart-Ford                     | 0      |
| 22   | Jos Verstappen     | Tyrrell-Ford                     | 0      |
| 23   | Gianni Morbidelli  | Sauber-Petronas                  | 0      |
| 24   | Norberto Fontana   | Sauber-Petronas                  | 0      |
| 25   | Ukyō Katayama      | Minardi-Hart                     | 0      |
| 26   | Tarso Marques      | Minardi-Hart                     | 0      |

### Konstrukteurswertung
| Pos. | Konstrukteur      | Punkte |
| ---- | ----------------- | ------ |
| 01   | Williams-Renault  | 118    |
| 02   | Ferrari           | 100    |
| 03   | Benetton-Renault  | 63     |
| 04   | McLaren-Mercedes  | 47     |
| 05   | Jordan-Peugeot    | 33     |
| 06   | Prost-Mugen-Honda | 21     |

| Pos. | Konstrukteur    | Punkte |
| ---- | --------------- | ------ |
| 07   | Sauber-Petronas | 16     |
| 08   | Arrows-Yamaha   | 9      |
| 09   | Stewart-Ford    | 6      |
| 10   | Tyrrell-Ford    | 2      |
| 11   | Minardi-Hart    | 0      |
| –    | Lola-Ford       | 0      |